# NBAプレーイン・トーナメント
プレーイン・トーナメント（英語: Play in tournament）は、アメリカ合衆国のプロバスケットボールリーグであるNBAが、2019-20シーズンに新しく制定した、ポストシーズン・トーナメント (プレーオフ) 出場チームの選出方法である。

## 変遷
2019年の制定当初は、各カンファレンスのレギュラーシーズン8位のチームと9位のチームがプレ－オフ出場をかけて、対戦するものであった。
2020–21シーズンは、レギュラーシーズン8位と9位の対戦ではなく、最初に、7位のチームと8位のチームによる試合（セブン・エイト・ゲーム）と、9位のチームと10位のチームによる試合（ナイン・テン・ゲーム）がそれぞれ行われる。セブン・エイト・ゲームの勝者は、その時点でプレーオフ第7シードを獲得し、敗者はナイン・テン・ゲームの勝者と第8シードを懸けて対戦する。なお、ナイン・テン・ゲームの敗者はその時点で敗退となる。
このシーズン、イースタン・カンファレンスでは9位のインディアナ・ペイサーズ、10位のシャーロット・ホーネッツが対戦し、インディアナ・ペイサーズが圧勝した。そして7位のボストン・セルティックスと8位の八村塁が所属しているワシントン・ウィザーズが対戦し、ボストン・セルティックスが勝ち、この時点でボストン・セルティックスのプレーオフ出場が決まった。後日インディアナ・ペイサーズとワシントン・ウィザーズが対戦し、ワシントン・ウィザーズが圧勝し2年ぶりのプレーオフ出場を決め、八村塁が日本人初のプレーオフ出場を決めた。
ウェスタン・カンファレンスでは、レギュラーシーズン9位のメンフィス・グリズリーズと10位のサンアントニオ・スパーズが対戦し、競ったがメンフィス・グリズリーズが逃げ切った。そして7位のロサンゼルス・レイカーズと8位のゴールデンステート・ウォリアーズが対戦し、ファイナルで４年連続対戦したレブロン・ジェームズとステフィン・カリーとの対決が注目を集めた。この試合は最後まで接戦でレブロン・ジェームズがロングスリーを決め、試合を決定づけた（この時点でプレーオフ出場が決定した）。
後日、メンフィス・グリズリーズとゴールデンステート・ウォリアーズが対戦し、オーバータイムまでもつれ、メンフィス・グリズリーズが接戦の末勝利し、プレーオフ出場を決めた。
2021–22シーズンもNBA理事会がプレイイン・トーナメントの継続を承認したことを発表した。
なおターキッシュ・ユーロリーグでも同様のフォーマットを導入している。

### 2020-2021シーズン以降のトーナメントのフォーマット
|  | プレーイン | プレーイン | プレーイン      |  |  | 第8シード決定戦 | 第8シード決定戦 | 第8シード決定戦 |  |    | プレーオフ出場決定    | プレーオフ出場決定 | プレーオフ出場決定 |
|  |            |            |                 |  |  |                 |                 |                 |  |    |                       |                    |                    |
|  | 7          | 7位チーム  |                 |  |  |                 |                 |                 |  |    |                       |                    |                    |
|  | 8          | 8位チーム  |                 |  |  |                 |                 |                 |  |    | W1                    | 7位対8位の勝者     | 第7シード          |
|  |            |            |                 |  |  | L1              | 7位対8位の敗者  |                 |  | W3 | 第8シード決定戦の勝者 | 第8シード          |                    |
|  |            | W2         | 9位対10位の勝者 |  |  |                 |                 |                 |  |    |                       |                    |                    |
|  | 9          | 9位チーム  |                 |  |  |                 |                 |                 |  |    |                       |                    |                    |
|  | 10         | 10位チーム |                 |  |  |                 |                 |                 |  |    |                       |                    |                    |